# Гефельгоф
Гефельгоф (нім. Hövelhof) — сільська громада в Німеччині, знаходиться в землі Північний Рейн-Вестфалія. Підпорядковується адміністративному округу Детмольд. Входить до складу району Падерборн.
Площа — 70,67 км2. Населення становить 16 222 ос. (станом на 31 грудня 2020).

## Географії

### Сусідні міста та громади
Гефельгоф межує з 5 містами / громадами:
- Аугустдорф
- Бад-Ліппспрінге
- Дельбрюк
- Шлос-Гольте-Штукенброк
- Ферль

## Галерея

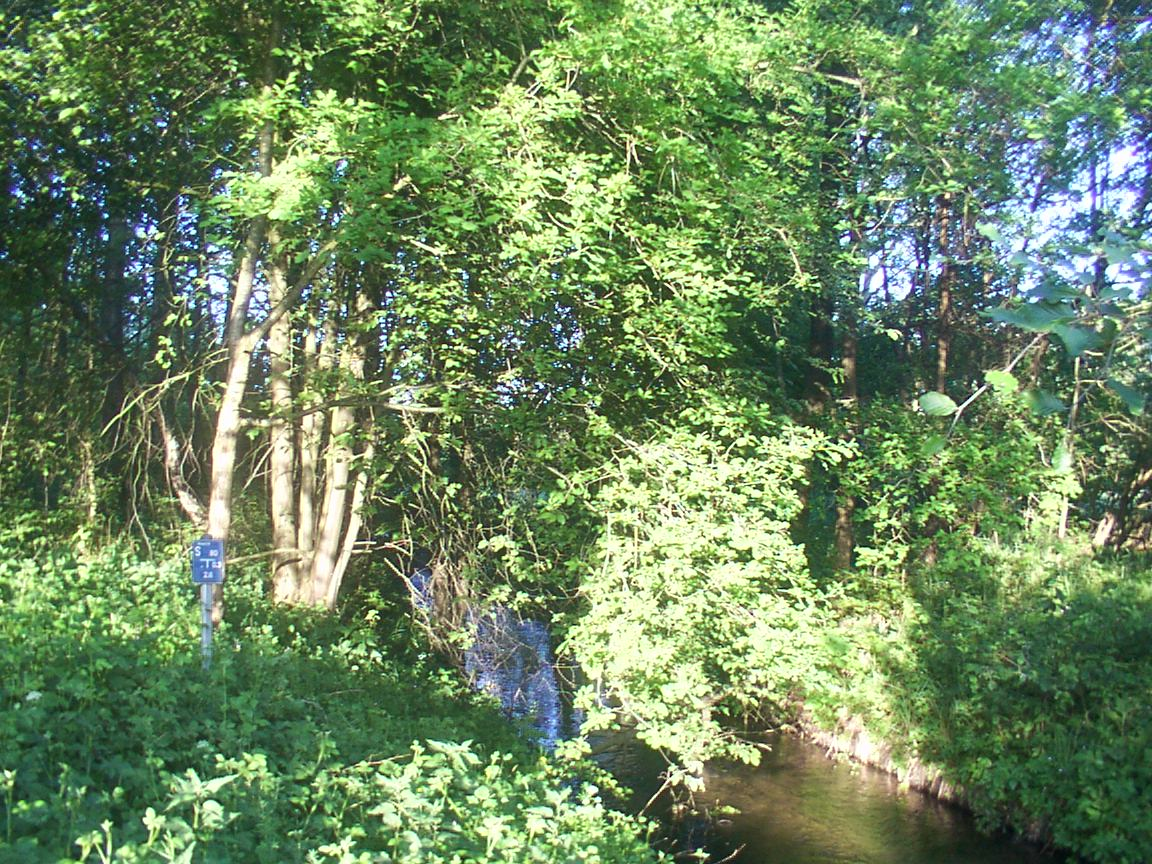
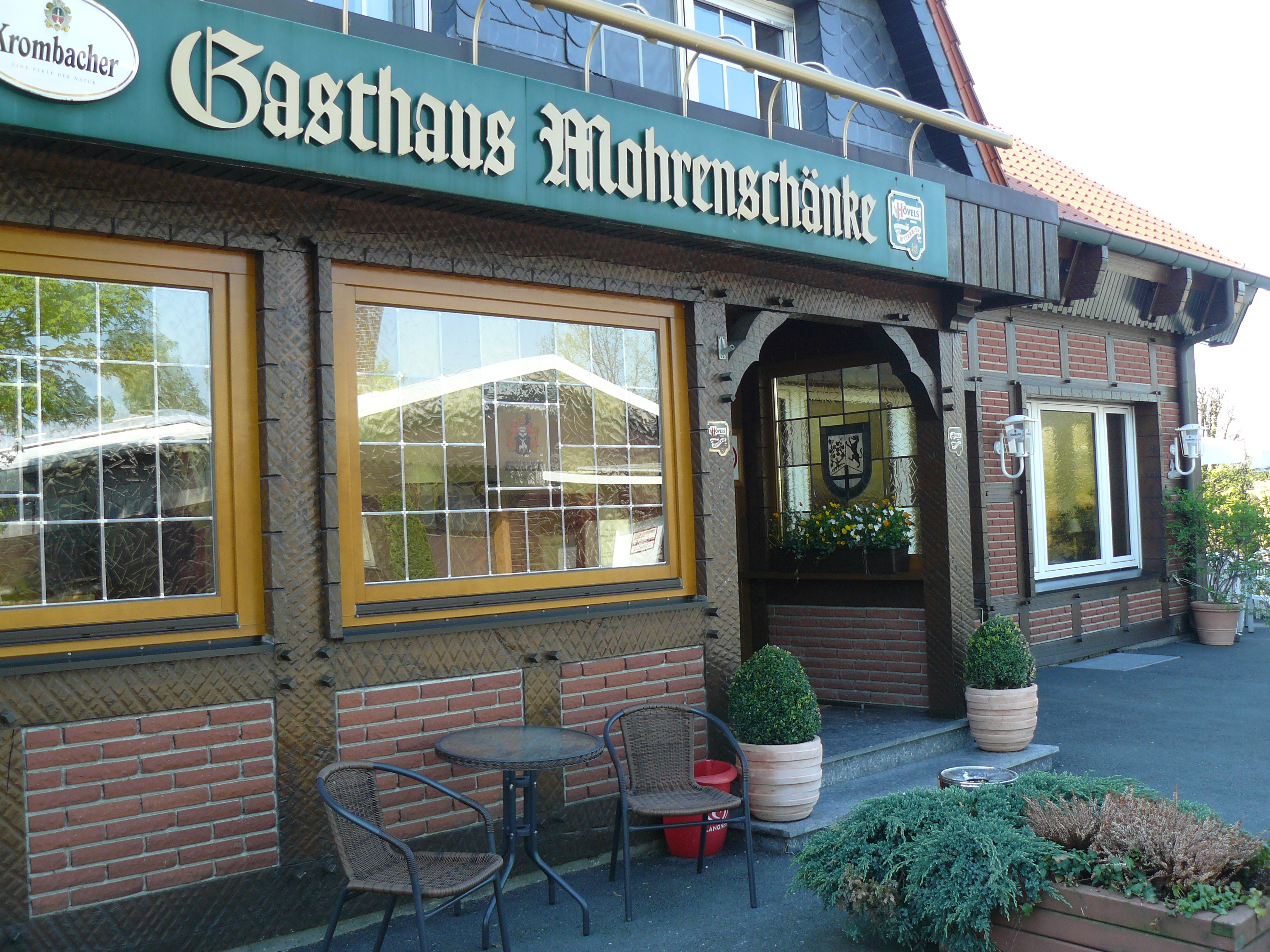
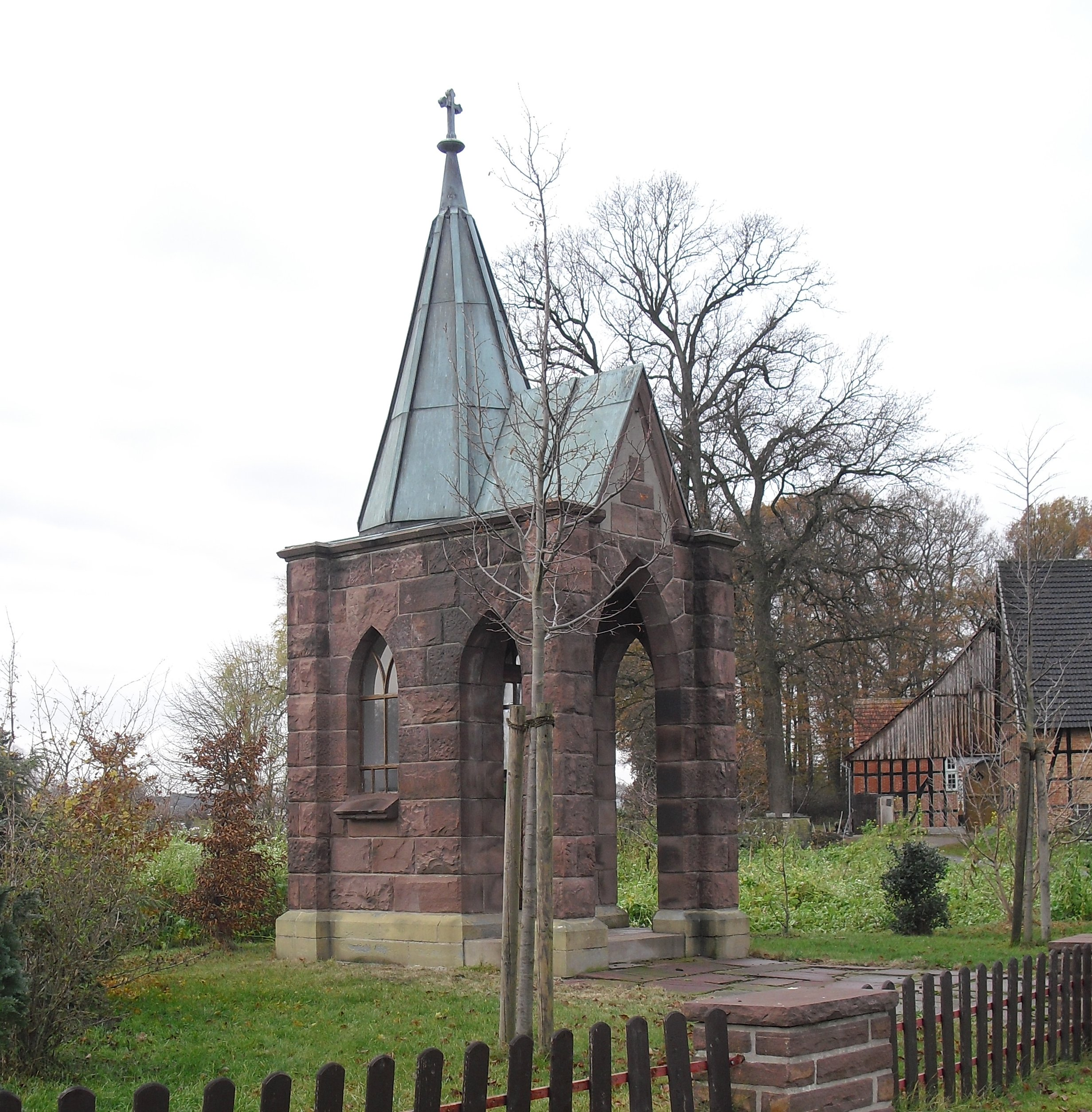
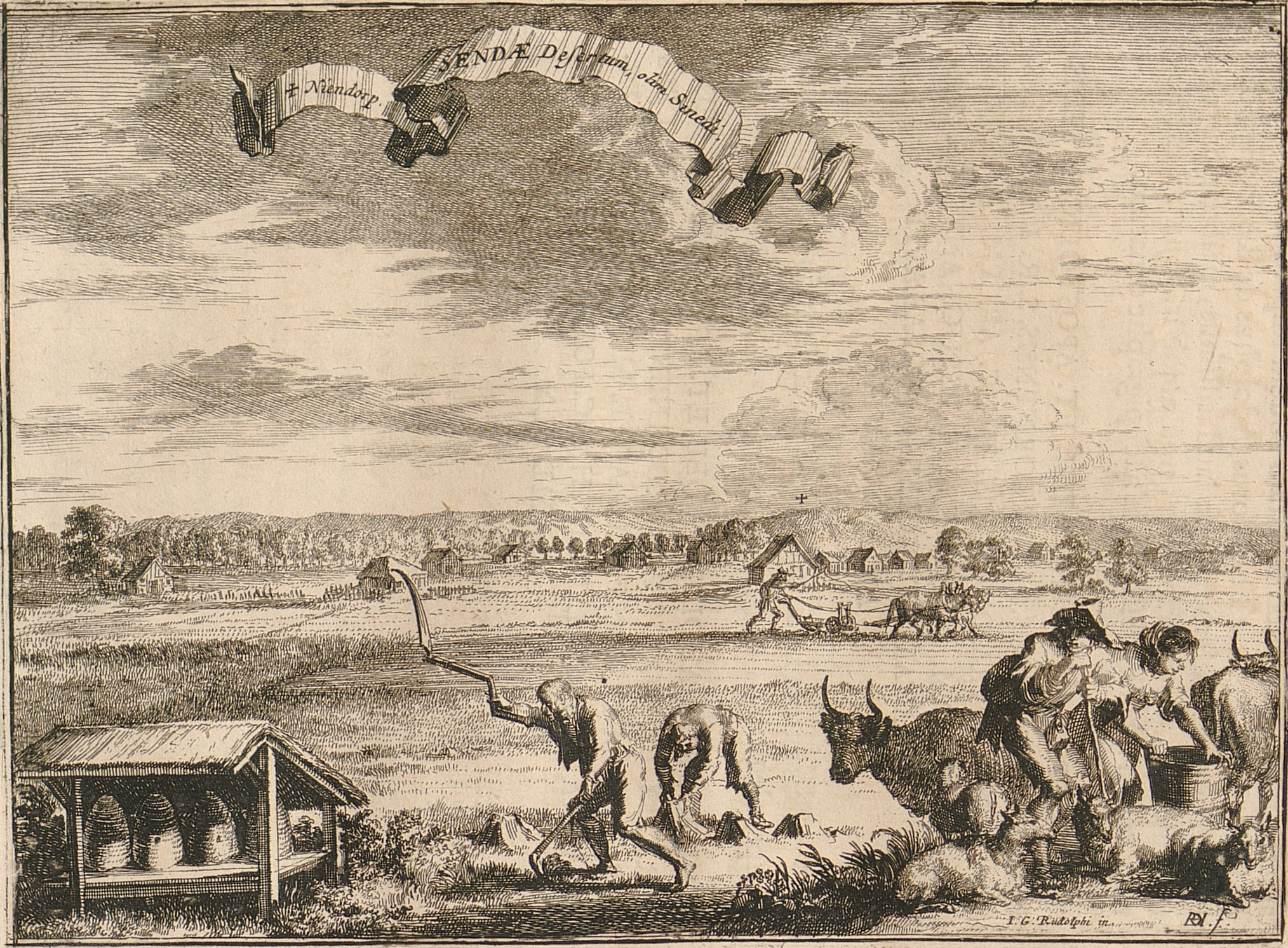
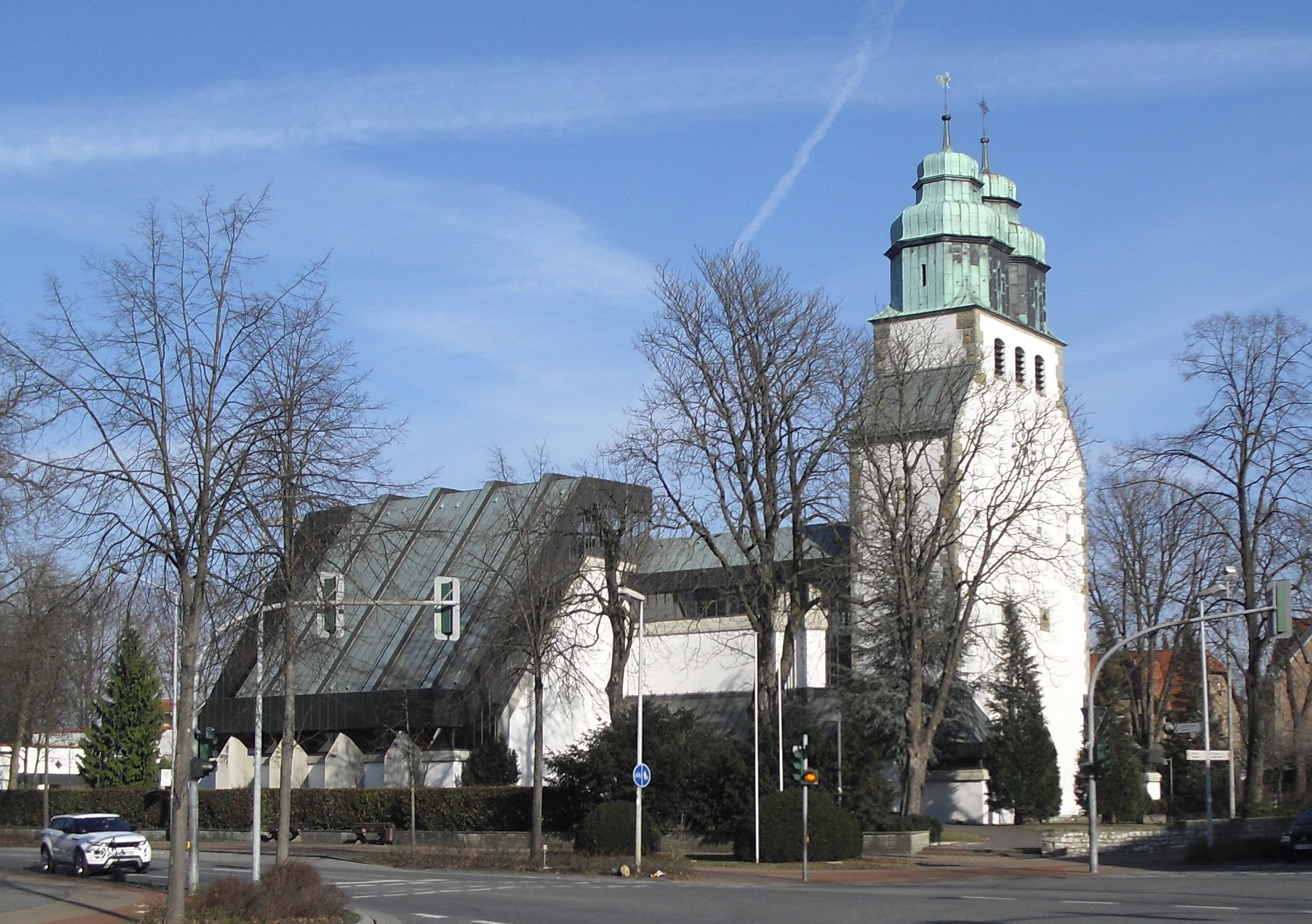
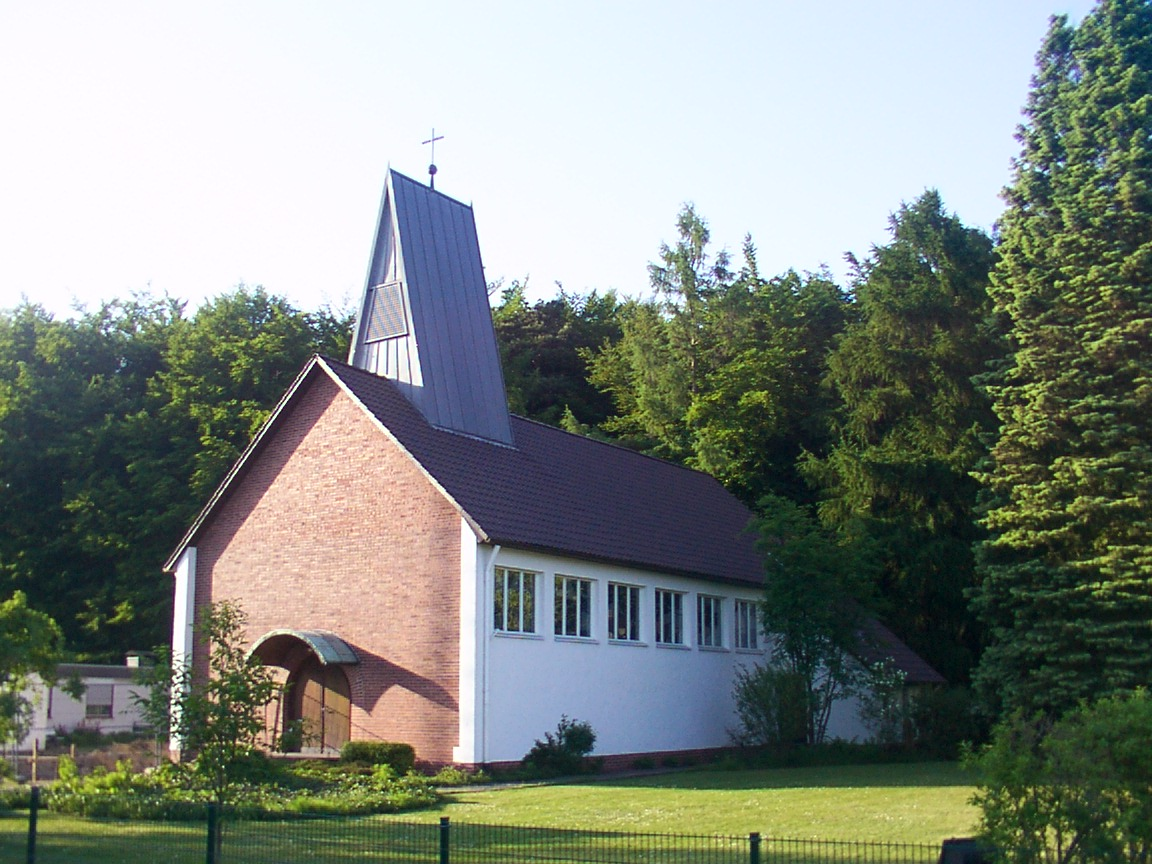

### Адміністративний поділ
Громада  складається з 5 районів:
- Клаусгайде
- Штаумюле
- Еспельн
- Ріге
- Гефельріге